# Wrześniowe noce
Wrześniowe noce (cz. Zářijové noci) – czechosłowacki dramat filmowy z 1957 roku w reżyserii Vojtěcha Jasnego. Adaptacja sztuki teatralnej Pavla Kohouta pod tym samym tytułem.

## Obsada
- Václav Lohniský jako major Antonín Cibulka
- Ladislav Pešek jako pułkownik František Sova
- Stanislav Remunda jako porucznik Jiří Zábrana
- Zdeněk Řehoř jako porucznik Martin Jirgala
- Jiří Vala jako podporucznik Fára
- Zdeněk Kutil jako porucznik Škrovánek
- Vladimír Menšík jako sierżant Marčák, nauczyciel
- Josef Bláha jako podpułkownik Čmelák
- Jiří Sovák jako major Fialka, zwany Žebrák
- Jaroslav Mareš jako plutonowy Alois Římsa
- Vlastimil Brodský jako szeregowy Husa
- Anton Gýmerský jako szeregowy Karabinoš, Cygan
- Vladimír Hrubý jako szeregowy Fojtík
- Vladimír Brabec jako kapral Tišťan
- Oldřich Musil jako dziennikarz Jan Strašík
- Libuše Havelková jako Anežka Cibulková, żona majora
- Marie Tomášová jako Marie Zábranová, żona porucznika
- Luka Rubanovičová jako Veveřička, dziewczyna na ulicy
- Arnošt Faltýnek jako portier
- Josef Gruss jako pijak
- Václav Kaňkovský jako konwojent
- Marta Kučírková jako pielęgniarka
- Mirko Musil jako oficer
- Milan Neděla jako krępy szeregowiec
- Ema Skálová jako pacjentka
- Jiřina Steimarová jako dozorczyni
- Miloš Vavruška jako patrol